# Oskarströms Sulfit AB
Oskarströms Sulfit AB var ett massabruk i Oskarström som var i drift mellan 1907 och 1965.
Bruket, som blev Oskarströms andra stora industri efter Scandinaviska Jutefabriken, anlades vid ett fall i Nissan omkring en kilometer nedströms jutefabriken. 
Konstituerande stämma hölls den 25 juli 1905 och i mars 1907 startades fabriken med 130 anställda. Det första året framställdes 5 000 ton  sulfitmassa. Bruket råkade dock i ekonomiska svårigheter och år 1914 köptes dess tillgångar av brittiska ägare,  som drev bruket vidare i det nybildade, Oskarströms Sulphite Mills ABs namn. De nya ägarna förbättrade och utökade verksamheten. Fyra ångpannor med en eldyta på 521 m² höll driften igång.
Oskarströms Sulphite Mills lät bygga hyresfastigheter till sin  växande arbetsstyrka och deras familjer på andra sidan av Nissan samt en gångbro över ån och bidrog också till det nya skolhusets uppbyggnad 1928, genom disponent H. Wellner, som tillhörde byggnadskommittén, visade intresse och lämnade värdefull hjälp vid skolans uppförande. Fabrikens ritare, E. Karlsson hjälpte till med sin sakkunskap på byggnadsområdet och var också byggkontrollant.
Hela produktionen exporterades till främst Storbritannien, men även till länder på kontinenten och exportstoppet under andra världskriget drabbade bruket hårt. Produktionen låg nere från maj 1940 till mars 1946 med undantag för ett  halvår under 1942–1943 och arbetarna friställdes.
I oktober 1946 tog Hylte Bruks AB över produktionen och i början av 1950-talet utökades den till 25 000 ton genom installation av nya stående kokare. År 1965 beslöt ägarna att lägga ner massatillverkningen, då det krävdes en betydligt större produktionsenhet för att klara konkurrensen. Fabriken byggdes om och 1966 kom den nya fabriken att tillverka spånskivor istället, under namnet Ry AB.
Efter nedläggningen 1984 stod lokalerna tomma, men Sprinter Pack flyttade sin verksamhet hit från Halmstad 1987 till den största byggnaden och hade produktion där några år, men numera fungerar fabriksområdet som lagerlokal.